# Strinda prosteri

Prosterier i Nidaros stift. Det ljusgula området på kartan är Strinda prosteri.

Strinda prosteri (norska: Strinda prosti) var ett tidigare kontrakt (prosteri, norska: prosti) i Nidaros stift inom Norska kyrkan. Kontraktet omfattade de norra och östra delarna av Trondheims kommun (Charlottenlund, Ranheim, Nardo, Moholt, Tyholt, Tempe, Bratsberg) i Trøndelag fylke i mellersta Norge.
Den 10 september 2024 beslutade Nidaros stiftsråd att slå samman Strinda prosteri med Heimdal og Byåsens prosteri till ett gemensamt kontrakt. Inledningsvis användes det tillfälliga namnet Strinda, Heimdal og Byåsens prosteri innan det nya kontraktet den 1 januari 2025, genom beslut av stiftsrådet, fick namnet Trondheims prosteri.

## Socknar
Strinda prosteri bestod av fem socknar (norska: sokn eller sogn), samtliga inom Trondheims kyrkliga samfällighet (norska: kirkelige fellesråd):
- Bergs socken
- Nidelvens socken
- Ranheim og Charlottenlunds socken
- Strinda socken
- Strindheims socken